# Taylor (Alabama)
 Taylor, Alabama és una població dels Estats Units a l'estat d'Alabama. Segons el cens del 2000 tenia 1.898 habitants.

## Demografia
Segons el cens del 2000, Taylor tenia 1.898 habitants, 699 habitatges, i 552 famílies La densitat de població era de 103,2 habitants/km².
Dels 699 habitatges en un 47,2% hi vivien nens de menys de 18 anys, en un 61,9% hi vivien parelles casades, en un 12,3% dones solteres, i en un 21% no eren unitats familiars. En el 18,3% dels habitatges hi vivien persones soles el 4,6% de les quals corresponia a persones de 65 anys o més que vivien soles. El nombre mitjà de persones vivint en cada habitatge era de 2,72 i el nombre mitjà de persones que vivien en cada família era de 3,09.
Per edats la població es repartia de la següent manera: un 31,7% tenia menys de 18 anys, un 7,6% entre 18 i 24, un 35,6% entre 25 i 44, un 17,9% de 45 a 60 i un 7,2% 65 anys o més.
L'edat mediana era de 31 anys. Per cada 100 dones hi havia 97,5 homes. Per cada 100 dones de 18 o més anys hi havia 94 homes.
La renda mediana per habitatge era de 40.664 $ i la renda mediana per família de 44.181 $. Els homes tenien una renda mediana de 32.401 $ mentre que les dones 22.321 $. La renda per capita de la població era de 16.327 $. Aproximadament el 8,7% de les famílies i el 9,9% de la població estaven per davall del llindar de pobresa.

## Poblacions més properes
El següent diagrama mostra les poblacions més properes.